# Danièle Séraphin
Pour les articles homonymes, voir Séraphin.
Danièle Séraphin, née à Dreux le 12 avril 1964, est une danseuse et écrivaine française.

## Biographie
Danièle Séraphin, née à Dreux le 12 avril 1964, est la fille d'un couple d'instituteurs. Elle passe toute son enfance dans une école au milieu des champs, à l'orée de la Normandie. Sa mère, sa grande lectrice de l'écrivain Colette , la prédispose très jeune à l'amour de la littérature. Elle rêve de jouer avec les mots, de les faire "danser" dans sa tête, tout autant de faire danser son corps dans l'espace :  elle danse seule, dans le préau après l'école , ses parents lui refusant l'inscription à des cours de danse.
À l'âge de seize ans enfin, elle prend sa première leçon de danse : c'est une révélation. La danse sera sa vie et son métier . Après un Baccalauréat littéraire, elle part donc à Paris étudier à l’École Irène Popard.
Reçue deuxième de sa promotion, titulaire du diplôme Popard ainsi que de deux brevets d’État en danse et en gymnastique rythmique et sportive, elle obtient à la même époque une licence de lettres modernes à l'Université Paris-Nanterre, qu'elle a fréquentée en cours du soir.
Elle s'inscrit alors à la Sorbonne où elle étudie la scénographie et l'histoire de l'art, tout en étant professeur de danse et chorégraphe. Elle travaille un moment au Casino de Paris, puis elle rencontre celui qui deviendra son mari. Elle le suit en province, où ils ont un premier fils, puis un second.
Professeur-chorégraphe en Haute-Savoie, Danièle Séraphin fonde sa propre compagnie Temps-Dance, sans cesser d'assouvir sa passion pour la littérature : une maîtrise puis un DEA en linguistique-philologie à l'Université Lumière-Lyon-II l'amène jusqu'au doctorat de littérature.
Sa thèse porte sur l'écrivaine Colette. Presque achevée, Danièle Séraphin décide cependant de ne pas la soutenir pour se consacrer à l'écriture de son premier roman. La Murmurée, écrit à l'âge de vingt-trois ans, est remarqué par le prix Femina du premier roman, qui le nomme parmi les cinq finalistes de sa sélection.
Contrainte d'abandonner la danse pour des raisons de santé, Danièle Séraphin est professeur de français. Elle vit en Haute-Savoie. Ses romans sont publiés depuis 1999 aux éditions Complicités.
Danièle Séraphin est membre de la Société des gens de lettres.

## Thèmes abordés
La représentation du féminin, l'art, la folie, l'autopsie du lien familial, et l'accomplissement amoureux, sont les principaux thèmes de ses livres,.

## Œuvres
Romans
- La Murmurée, éditions Complicités, 1997 & 2003. Finaliste du prix Femina[11] de l'essai et du premier roman[12]
- L'Herbier des silences, La Main Multiple, 1999 & 2002
- Bleu d'âme, éditions Complicités, 2000
- Un si vieil amour, éditions Complicités, 2005
- La Confession des songes, éditions Complicités, 2009
- Constance, éditions Complicités, 2012
- Le Bal des canotiers, éditions Complicités, 2017

Essai
- Danièle Séraphin et Jacques Lauprêtre, Le Testament des ombres, mise en Cène de Martin Luther par Pieter Coeck d'Alost, Hermann, Paris, 2013 ; parution en anglais sous le titre The Testament of the Shadows, Hermann, 2013 ; l'ouvrage est une enquête autour d'un tableau à codes peint en 1528 par le peintre anversois Pieter Coeck d'Alost, dévoilant le pourquoi de la présence anachronique, en apôtre à la table du Christ, de Martin Luther.